# 899 (szám)
A 899 (római számmal: DCCCXCIX) egy természetes szám, félprím, a 29 és a 31 szorzata.

## A szám a matematikában
A tízes számrendszerbeli 899-es a kettes számrendszerben 1110000011, a nyolcas számrendszerben 1603, a tizenhatos számrendszerben 383 alakban írható fel.
A 899 páratlan szám, összetett szám, azon belül félprím, kanonikus alakban a 291 · 311 szorzattal, normálalakban a 8,99 · 102 szorzattal írható fel. Négy osztója van a természetes számok halmazán, ezek növekvő sorrendben: 1, 29, 31 és 899.
A 899 négyzete 808 201, köbe 726 572 699, négyzetgyöke 29,98333, köbgyöke 9,65132, reciproka 0,0011123. A 899 egység sugarú kör kerülete 5648,58359 egység, területe 2 539 038,324 területegység; a 899 egység sugarú gömb térfogata 3 043 460 604,6 térfogategység.